# شبكة السلام النسائية
تقوم شبكة السلام النسائية بالدفاع عن حقوق المرأة ورفع درجة الوعي بالمواضيع التي تتعلق بكراهية النساء وتفشي العنف ضد المرأة عالميًا. وبالإضافة إلى ذلك فإن شبكة السلام النسائية تناصر وتدعم المشاركة النشطة للنساء والتجسيد التام لاحتياجات النساء خلال عملية حل المنازعات وتوفير سلام دائم، كما تقوم الشبكة أيضًا بدراسة العديد من الموضوعات مثل التعليم والصحة والاقتصاد والبيئة والإعلام من خلال منظور يراعي الفروق بين الجنسين.